# 퍼스널 쇼퍼
《퍼스널 쇼퍼》(Personal Shopper)는 2016년 12월에 개봉한 프랑스의 심리, 스릴러 영화로, 올리비에 아사야스가 감독과 각본을 맡았다. 크리스틴 스튜어트, 라르스 아이딩거, 시그리드 부아지즈, 안데르스 다니엘센 리에, 티 올윈, 아무 그레아, 노라 발트슈테텐, 벤자맹 뵬레, 오드리 보네, 파스칼 랑베르등이 출연했다.
2016년 칸 영화제 황금종려상 경쟁작으로 선정되기도 했다. 칸 영화제에서 아사야스는 《엘리자의 내일》을 연출한 크리스티안 문지우와 함께 감독상을 수상했다.

## 줄거리
모린의 직업은 퍼스널 쇼퍼이다. 파리에 머물며 유명 모델인 키라의 옷이나 액세서리를 대신 쇼핑해준다. 쌍둥이 오빠인 루이스는 희귀한 심장 질환으로 최근 세상을 떠났고, 모린 또한 같은 병으로 언제 죽을지 알 수 없다. 또 남매는 유령의 존재를 믿고 영매가 가능하였다(또는 그렇게 믿었다). 하지만 모린의 남자친구 게리는 사후세계를 믿지 않고, 모린에게 일을 관두고 프랑스를 떠나 자신이 있는 오만으로 오라고 한다.
모린은 루이스의 저택에 간다. 루이스와 함께 살던 연인 라라가 저택을 팔기 전에, 모린으로 하여금 집에 유령이 있는지 알아봐달라고 부탁한 것이었다. 구매자들과 이야기하면서 모린은 '힐마 아프 클린트'라는, 영적인 세계를 그린 스웨덴 화가에 대해 알게 된다.
키라의 옷을 사들고 키라의 맨션으로 간 모린은 그곳에서 키라의 불륜 상대라는 잉고라는 남자와 만난다. 잉고는 모린과 이야기하면서, 키라가 남편에게 불륜을 들킬까봐 자기와 헤어지려고 하고 있다고 걱정한다. 키라는 전화통화를 하느라 바빠 모린은 그냥 돌아간다. 며칠 후 모린은 루이스의 저택에서 홀로 하룻밤을 보내면서 유령의 기척을 느낀다. 루이스냐고 외쳤지만, 여자 유령의 형체가 나타나고 모린은 깜짝 놀라 저택을 뛰쳐나가 버린다.
키라의 옷을 구매하러 런던을 오가는 길에, 모린은 익명의 누군가가 보낸 문자 메시지를 받는다. 루이스냐고 물었지만 메시지는 답을 해주지 않는다. 모린은 계속해서 메시지를 하는데, 메시지는 모린의 모든 행동을 알고 있고 모린의 속내를 꿰뚫어 보았다. 모린은 공포 영화의 두려워 하는 여주인공을 무서워 했고, 또 고용주인 키라의 옷을 직접 입어보고 싶어 하는 은밀한 욕구를 갖고 있었다. 결국 키라가 집을 비운 날 모린은 그 집에서 키라의 드레스를 입어보고, 옷을 입은 자신의 사진을 찍어 메시지로 보내고, 침대 위에 누워 자위행위를 한다. 모린이 잠들기 전에 일전의 여자 유령이 나타난다. 다음날 모린은 루이스의 저택에는 더 이상 유령이 없다고 말한다.
메시지는 어느 날 어느 호텔의 방을 예약했다며 모린에게 다녀오게 한다. 방에는 아무도 없었고, 모린이 체크인한 사람을 알아보니 이름은 모린의 이름으로 되어 있었고 그게 누군지는 알 수 없었다. 이후 모린이 키라의 값비싼 패물을 가지고 키라의 집을 찾아가자 그곳에는 피범벅이 된 키라의 시체가 있었다. 모린은 시체와, 또 다시 나타난 유령의 형상에 놀라 달아났다가 다시 돌아와 경찰에 신고한다. 그 와중에 패물이 어디론가 사라졌고, 형사는 모린을 의심한다. 패물은 나중에 모린의 집에서 발견된다. 메시지는 모린에게 호텔 방에 패물을 가져다 두라고 한다. 모린이 있는 호텔 방에 누군가가 방문한다. 그 다음, 아무도 없이 호텔 문이 열렸다 닫히고, 잉고가 호텔에서 나와 떠나려다가 경찰에게 체포된다. 잉고는 키라를 살해했다고 자백한다.
사건 이후 모린은 라라의 새 남자친구라는 어윈과 만난다. 어윈은 루이스의 친구였다면서, 루이스의 자리를 빼앗은 것 같아 미안하다고 한다. 어윈이 떠나고 혼자 있는 모린의 뒤로 바람이 불고 허공에서 유리잔이 떨어져 깨진다.
시간이 흘러 모린은 게리를 좇아 오만의 산간지역에 도착한다. 게리가 잡아준 여관 방에 도착하니, 또 다시 이상한 소리와 함께 허공에서 유리잔이 떨어져 깨진다. 모린은 질문을 하고 흔들림 한 번에 긍정, 흔들림 두 번에 부정의 대답을 얻는다. 모린이 '루이스야?'라고 묻자 대답이 없고, '아니면 그냥 내 자신?'이냐고 묻자 한 번 흔들린다.

## 출연
- 크리스틴 스튜어트 - 모린 카트라이트
- 라르스 아이딩거 - 잉고
- 안데르스 다니엘센 리에 - 어윈
- 노라 발트슈테텐 - 키라 겔먼
- 시그리드 부아지즈(Sigrid Bouaziz) - 라라
- 데이빗 보리스 - 줄스 알릭스 역
- 벵자맹 뵬레 - 빅토르 위고
- 오드레 보네(Audrey Bonnet) - 카상드르
- 파스칼 랑베르 - 제롬
- 모니카 바스토바 - 휴고 부인
- 야쿱 스트리테스키 - 찰스 휴고
- 샬롯 코사리유 - 아델 휴고
- 크리스티나 콘스탄티니디스 - 어거스틴 알릭스
- 오렐리아 페티 - 샤넬 보도 담당
- 올리비아 로스 - 런던 샵 대변인
- 티보 라크루와 - 파리 샵 대변인
- 찰스 길리버트 - 점술가
- 아무 가레아(Hammou Graia) - 경찰관
- 칼립소 발루아 - 촬영 보조
- 베누와 페베릴리 - 사진 기사
- 댄 벨하센 - 심장 전문의
- 리오 헤이다르 - 키라 변호사
- 비안네 듀오 - 까르띠에 판매원
- 나타샤 노보트나 - 유령
- 티 올윈(Ty Olwin) - 개리

## 수상 목록

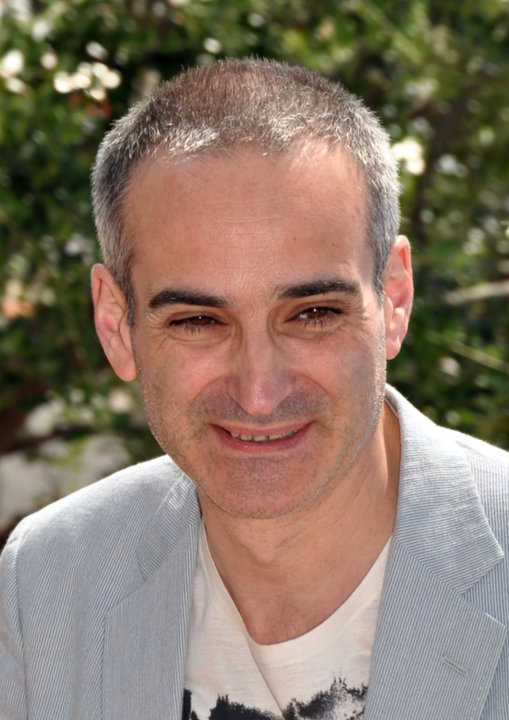
칸 영화제 감독상을 수상한 올리비에 아사야스 감독.

| 연도 | 상                              | 부문            | 수상자            | 결과 | 출처 |
| ---- | ------------------------------- | --------------- | ----------------- | ---- | ---- |
| 2016 | 2016년 칸 영화제                | 감독상          | 올리비에 아사야스 | 수상 |      |
| 2016 | 오아하카 영화제                 | 여우주연상      | 크리스틴 스튜어트 | 수상 |      |
| 2016 | 온라인 비평가협회상             | 비미국 개봉작상 | 《퍼스널 쇼퍼》   | 수상 |      |
| 2017 | 오스틴 영화 비평가 위원회상     | 여우주연상      | 크리스틴 스튜어트 | 후보 |      |
| 2017 | 더블린 영화 비평가 협회상       | 여우주연상      | 크리스틴 스튜어트 | 후보 |      |
| 2017 | 플로리다 영화 비평가 협회상     | 촬영상          | 요리크 르소       | 후보 |      |
| 2017 | 인디애나 영화 기자 위원회상     | 여우주연상      | 크리스틴 스튜어트 | 후보 |      |
| 2017 | 로테르담 국제 영화제            | 감독상          | 올리비에 아사야스 | 후보 |      |
| 2017 | 라스베이거스 영화 비평가 협회상 | 여우주연상      | 크리스틴 스튜어트 | 후보 |      |
| 2017 | 세인트루이스 영화 비평가 협회상 | 여우주연상      | 크리스틴 스튜어트 | 후보 |      |